# Iridopterygidae
Famille
Les Iridopterygidae sont une famille d'insectes de l'ordre de Mantodea.

## Sous-familles
Hapalomantinae - Iridopteryginae - Nanomantinae - Nilomantinae - Tropidomantinae